# Maria im Grünen Tal

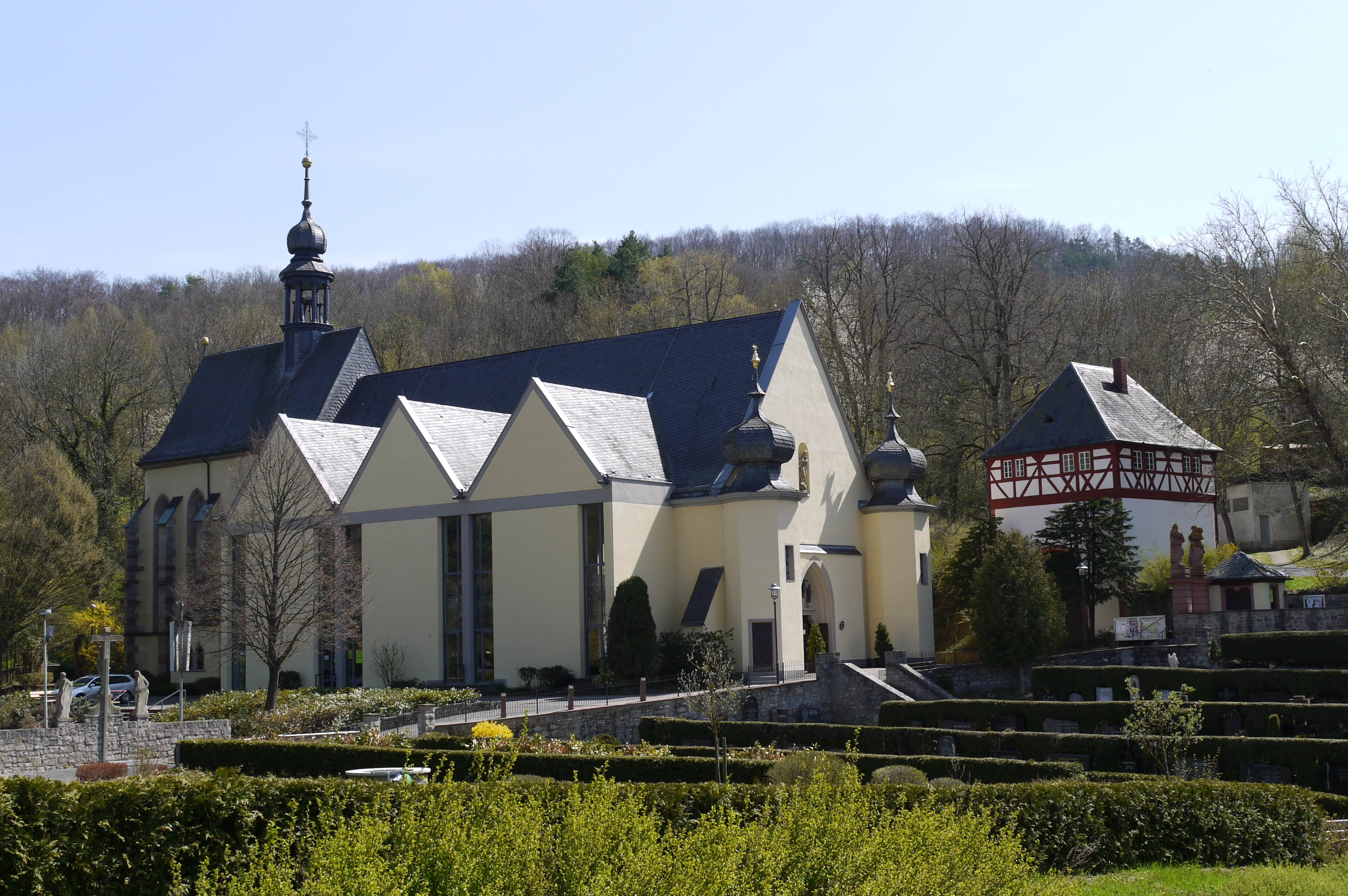
Maria im grünen Tal

Maria im Grünen Tal ist eine Wallfahrtskirche in Retzbach im bayerischen Landkreis Main-Spessart.
Sie ist eine der ältesten Wallfahrtsziele im Bistum Würzburg und hat auch noch heute eine hohe Bedeutung. Vor allem im Monat September ist sie das Ziel vieler Wallfahrten.

## Legende

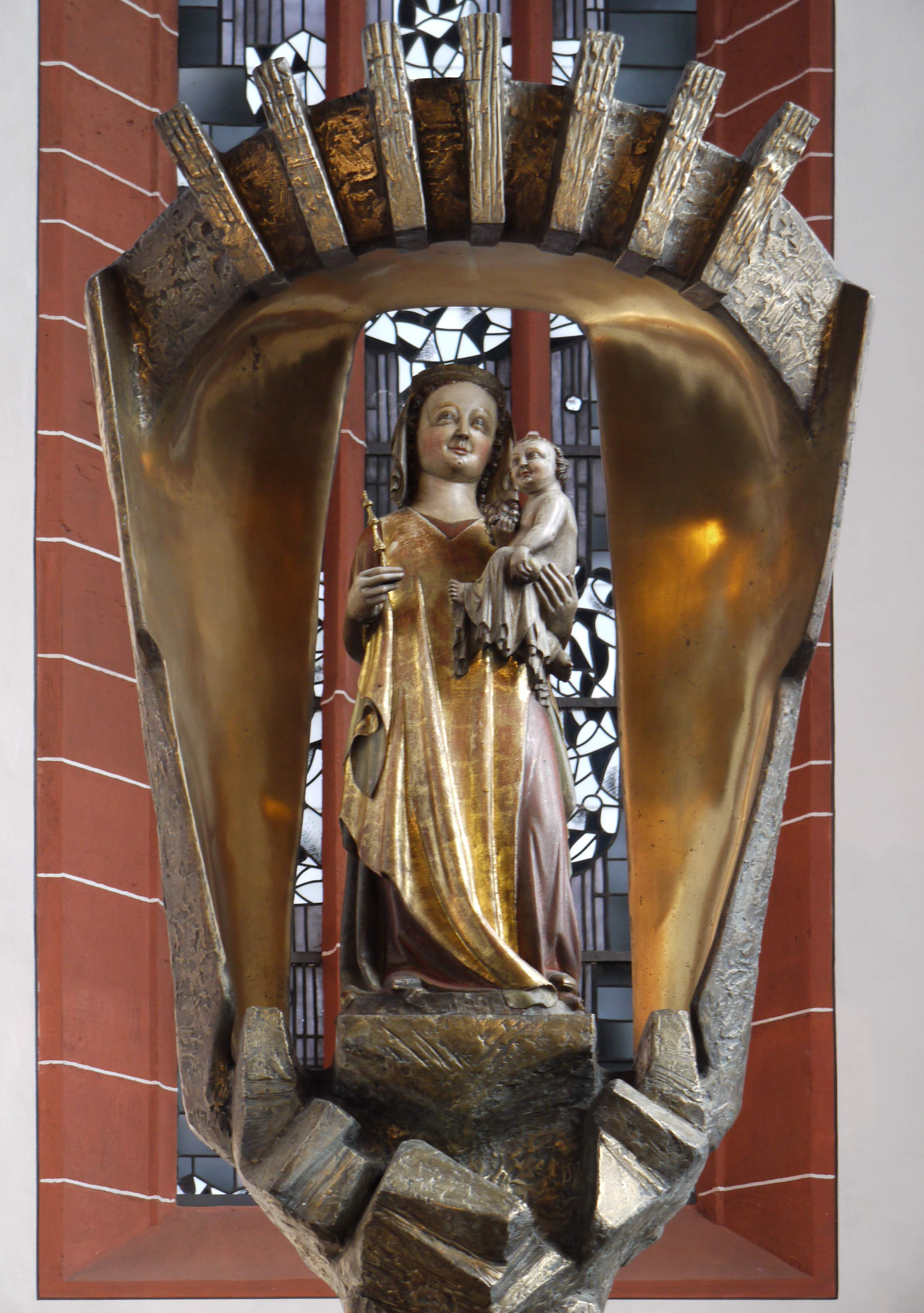
Die Gnadenmadonna im Chorraum
(Anfang 14. Jahrhundert)

Der Legende nach stiftete die Familie von Ravensburg nach der Ermordung von Bischof Konrad von Querfurt im Jahre 1202 eine Kapelle im grünen Tal.
Nach einer ätiologischen Erzählung sollen die Herren von Thüngen während einer Jagd einen bereits angeschossenen Hasen aufgestöbert haben. In seiner Erdhöhle fanden sie beim Ausgraben des Hasen die Marienstatue mit einer Schramme im Gesicht.

## Geschichte

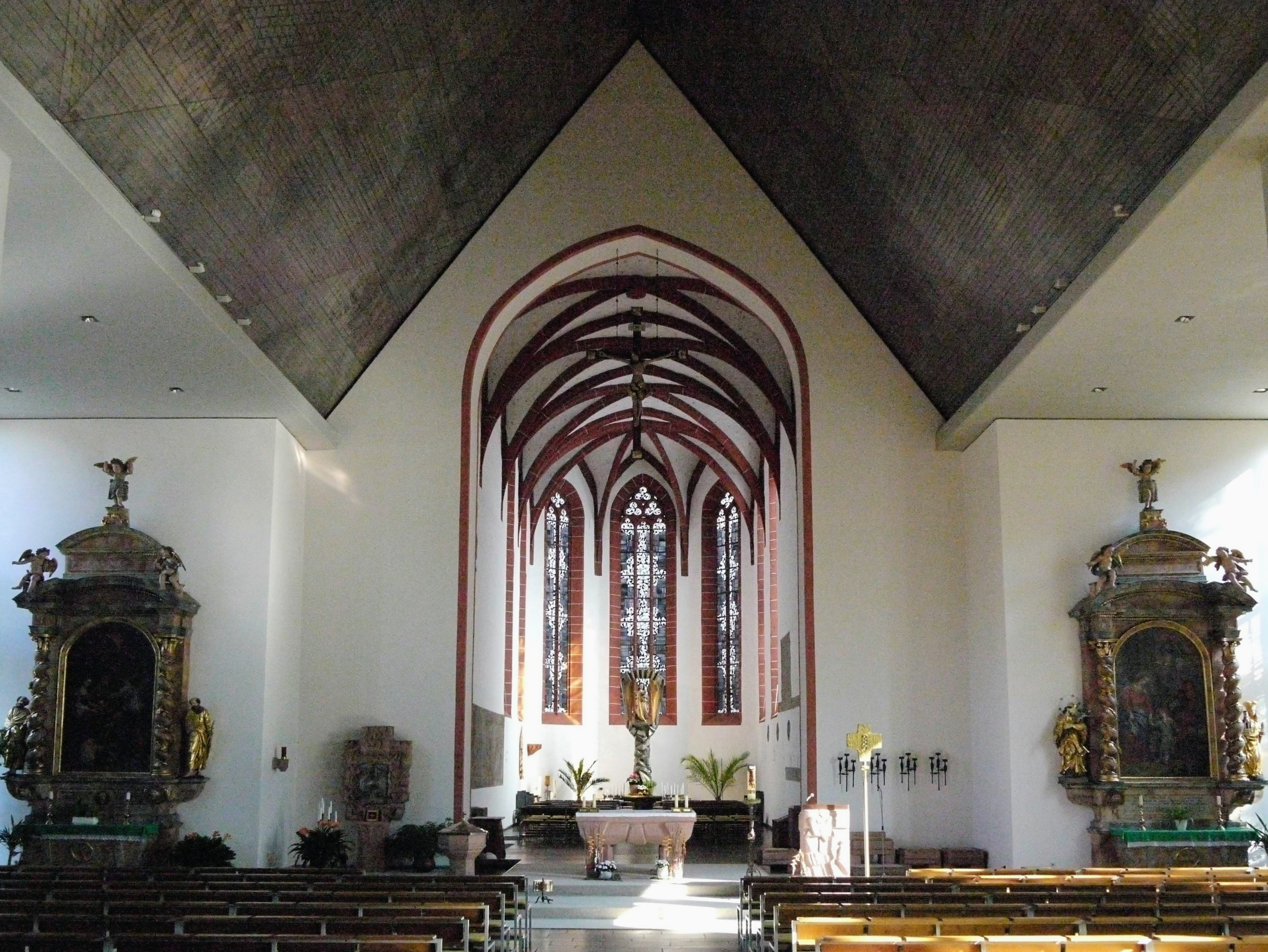
Kirchenraum mit Blick zum Chor

Vom Dorf aus führt der Weg zur Wallfahrtskirche über eine alte Bogenbrücke, vorbei an Pfarrhaus und Friedhof, wo eine Mariensäule von 1698 die Wallfahrer begrüßt. Durch eine Toranlage mit den Sandsteinstatuen Christus und Maria betritt man den Vorplatz der Wallfahrtskirche. Südwestlich neben der Kirche steht das sogenannte „Kapellenhaus“, das 1660 anstelle des Küsterhauses erbaut wurde.
Die ursprüngliche Kapelle aus dem Jahre 1336 bildet heute den Ostchor der heutigen, deutlich vergrößerten Kirche. Ausgrabungen brachten Hinweise auf eine noch ältere romanische Vorgängerkirche ans Tageslicht. Das Langhaus wurde zwischen 1622 und 1625 errichtet. Im Jahr 1741 kam es zum Einsturz des Dachreiters über dem Chor, woraufhin das heutigen barocke Türmchen errichtet wurde. Bauliche Veränderungen des Langhauses, einschließlich der Erweiterung des Chorbogens und der Langhausfenster und der Stuckierung der Langhausdecke, fanden 1771 statt. Ebenso wurden an der Westfassade die beiden Treppentürmchen mit Zwiebelhauben und die Pfeiler für die Christus- und Marienfigur ergänzt.
Aufgrund von Baufälligkeit wurde das Langhaus am 19. Mai 1968 geschlossen, und in der Nacht zum 17. Juni 1968 stürzte dessen Dach durch ein nächtliches Gewitter ein. Unter Pfarrer Ludwig Andreas Seitzer und nach Plänen von Dombaumeister Hans Schädel wurde das Kirchenschiff in doppelter Größe neu erbaut und mit modernen Materialien ergänzt, wobei die historische Bausubstanz des alten Westgiebels mit dem Hauptportal von 1651 und den beiden barocken Treppentürmchen erhalten bleiben konnten. Der Neubau wurde 1968/1969 durchgeführt, mit Bauleitung durch Walther Kuntz aus Würzburg. Bischof Josef Stangl weihte am 13. September 1969 die sanierte Kirche ein.
Am Chorhaupt außen befindet sich ein Epitaph aus Sandstein für den Retzbacher Pfarrer und späteren Neustädter Abt Georg Ehalt († 1633). Über dem Hauptportal wurde 1982 eine Kreuzigungsgruppe von Heinrich Gerhard Bücker aus Vellern angebracht. Eine Renovierung von Dach und Innenraum mit Aufstockung der Sakristei an der Chorsüdwand erfolgte 1986/1987. 
Die Toranlage mit Eingangstreppe am Hauptzugang wurde 2000 erneuert. Hierbei wurde auch eine Rollstuhlrampe ergänzt. Eine Gesamtrenovierung der Kirche fand 2008 statt.

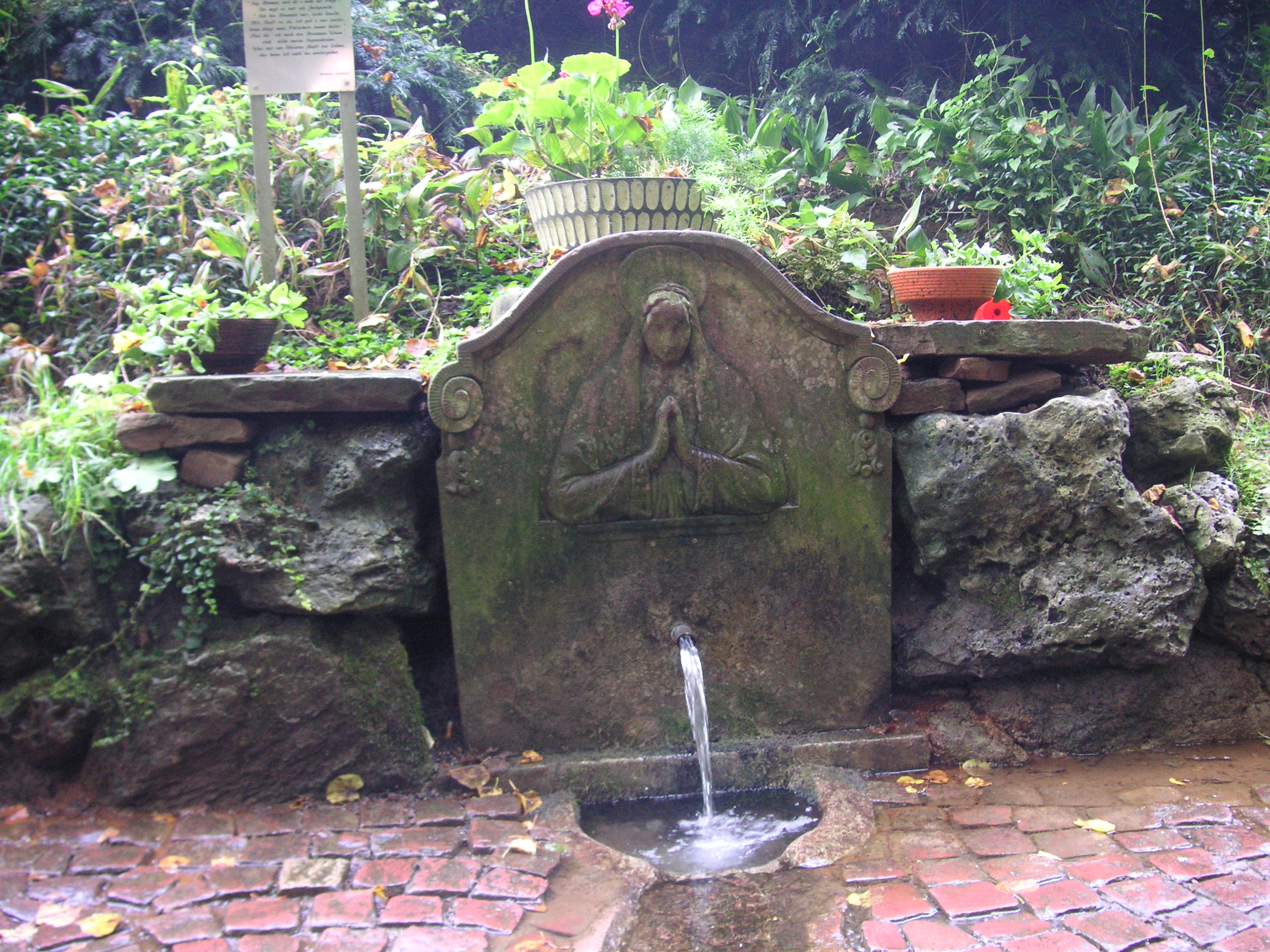
Das Marienbrünnle

Hinter der Wallfahrtskirche liegt das „Marienbrünnle“, das ein Sandsteinrelief der betenden Muttergottes beherbergt. Dem Quellwasser wird heilsame Wirkung zugesprochen, weshalb der Brunnen zahlreiche Besucher anzieht, die Wasser in Kanistern und Flaschen abfüllen.
An der nördlichen Seite der Kirche erstreckt sich der Wallfahrtsplatz mit einem transportablen, überdachbaren Freialtar. Hier befindet sich auch eine Replik der Kreuzigungsgruppe aus dem Jahr 1981, wobei das Original in Memmelsdorf zu finden ist.

## Architektur
Der heute noch erhaltene Ostchor der ursprünglichen Kapelle von 1336 stellt die älteste Bausubstanz in Form eines gotischen Chors mit Kreuzrippengewölbe aus der ersten Hälfte des 14. Jahrhunderts dar. Das Langhaus wurde 1968/1969 neu erbaut, wobei moderne Materialien integriert wurden. Der historische Westgiebel mit dem Hauptportal von 1651 und den beiden barocken Treppentürmchen konnte erhalten bleiben. Das Mittelschiff steigt bis in den Dachraum auf, während die Seitenschiffe flach gedeckt sind. Die Seitenansicht des Kirchenschiffes wird durch schlichte Stahlbetonrahmen mit schmalen Fensterstreifen, leichte Wandscheiben und große Giebel über jedem Wandfeld geprägt.